# 트와일라잇 스파클
트와일라잇 스파클(영어: Twilight Sparkle)은 마이 리틀 포니: 우정은 마법의 주인공이다. 그녀는 쇼의 첫 세 시즌에 분홍색 줄무늬 인디고 갈기를 가진 자주색 유니콘으로 묘사된다. 그리고 시즌 3 피날레 이후 "알리콘"이라고 불리는 날개 달린 유니콘으로 변했다.

## 소개
보라색 몸에 남색과 분홍색이 섞인 갈기를 가진 유니콘이다.
큐티 마크는 큰 분홍색 별을 중심으로 작은 하얀색 별이 흩어진 모양이다. 우정의 원소는 마법이다.
고향은 캔틀롯이며 시즌1~3까지는 포니빌 나무 도서관에서 거주하고 있었지만, 시즌4 피날레에서 집이 파괴되어 현재는 프렌즈쉽 레인보우 킹덤 캐슬에서 살고 있다.
캔틀롯에 거주했을 때(메인6을 이루기 전)는 공부 밖엔 모르던 범생이였으나 포니빌에 온 후 우정의 힘을 알게 되었을 때부턴 마법공부보다는 친구들이 더 소중함을 느낀다. 완벽주의자 성격이 강해 계획대로 되지 않을 때에는 이상한 행동을 하곤 한다.
밝혀진 가족 관계로는 부모님인 트와일라잇 벨벳, 나이트 라이트와 오빠인 샤이닝 아머가 있다. 셀레스티아 공주가 가장 신뢰하는 제자이다.
시즌3 피날레에서 유니콘에서 알리콘 공주가 되고, 시즌4 피날레에서 우정을 상징하는 공주가 되었다.